# Municipio de Dover (condado de Otsego)
El municipio de Dover (en inglés: Dover Township) es un municipio ubicado en el condado de Otsego en el estado estadounidense de Míchigan. En el año 2010 tenía una población de 561 habitantes y una densidad poblacional de 6,15 personas por km².

## Geografía
El municipio de Dover se encuentra ubicado en las coordenadas 45°4′00″N 84°33′41″O / 45.06667, -84.56139. Según la Oficina del Censo de los Estados Unidos, el municipio tiene una superficie total de 91.23 km², de la cual 91,1 km² corresponden a tierra firme y (0,14 %) 0,13 km² es agua.

## Demografía
Según el censo de 2010, había 561 personas residiendo en el municipio de Dover. La densidad de población era de 6,15 hab./km². De los 561 habitantes, el municipio de Dover estaba compuesto por el 98,57 % blancos, el 0,18 % eran amerindios y el 1,25 % eran de una mezcla de razas. Del total de la población el 0,53 % eran hispanos o latinos de cualquier raza.